# Susanne Glanzner

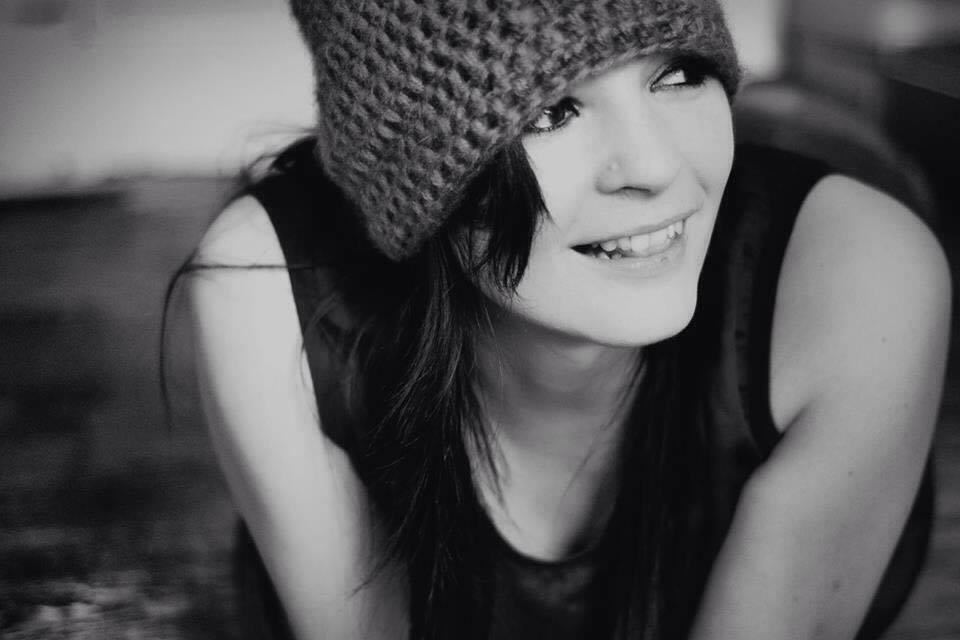
Susanne Glanzner

Susanne Sue Glanzner (* 21. März 1977 in Dettelbach, Unterfranken) ist eine deutsche Schriftstellerin und Modedesignerin.

## Leben
Glanzner lebt und arbeitet in Stuttgart. Hier hat sie unter anderem Modedesign studiert, als Designerin für Tom Tailor Leatherwear und Maze gearbeitet und sich danach einige Zeit im Ausland aufgehalten. Sie kehrte nach Stuttgart zurück und arbeitete drei Jahre beim Egmont Horizont Kinderbuchverlag. Nach der Schließung des Verlages gründete sie 2009 das Kindermodelabel punKiz und begann nebenbei Kinderbuchrezensionen zu schreiben. Hierfür arbeitete sie mit vielen großen Kinderbuchverlagen zusammen.
Bei einer Fernsehaufzeichnung des SWR hatte sie Alexandra Reinwarth kennengelernt mit der zusammen sie ihre ersten beiden schriftstellerischen Werke,
der Chick Code und dessen Nachfolger Warum Bros nicht heiraten und Chicks immer kalte Füße haben, im November 2011 und März 2012 beim Riva Verlag veröffentlichte. Insgesamt war der Chick Code vier Wochen in der Spiegel-Bestsellerliste zu finden und wurde außerdem als tschechische Lizenzausgabe verkauft. Nach diesem Erfolg schrieb sie zusammen mit Alexandra Reinwarth den Chick Blog für sixx.de im Auftrag von Pro7.
Ihr erstes Kinderbuch, Anna Apfelkuchen, erschien im Juli 2014 beim Thienemann-Esslinger Verlag und erreichte bereits mehrere Auflagen. Das dazugehörige Hörbuch folgte im Frühjahr 2015, genauso wie ihr erster Jugendroman Das Amulett der Ewigkeit, den sie zusammen mit Björn Springorum geschrieben hat. Das Nachfolge-Kinderbuch, Käpt’n Pillow, erschien im Oktober 2015 als Printversion und als Hörbuch. Ihr erster Belletristikroman, Glücksdefekt, wurde im Oktober 2014 bei Weltbild als E-Book veröffentlicht.

## Veröffentlichungen
- mit Alexandra Reinwarth: Der Chick Code. Riva Verlag, 2011, ISBN 978-3-86883-169-6.
- Der Chick Blog auf sixx.de, August – Dezember 2012.
- mit Alexandra Reinwarth: Warum Bros nie heiraten und Chicks immer kalte Füße haben. Riva Verlag, 2012, ISBN 978-3-86883-302-7.
- Lucys Piratenpakt. Kurzgeschichte. In: Ich lese gern. Thienemann-Esslinger Verlag, 2014, ISBN 978-3-522-18382-6.
- Anna Apfelkuchen. Thienemann-Esslinger Verlag, 2014, ISBN 978-3-522-18359-8.
- Glücksdefekt. als E-Book. Weltbild Verlag, 2014, ISBN 978-3-95569-630-6.
- mit Björn Springorum: Das Amulett der Ewigkeit. Thienemann-Esslinger Verlag, 2015, ISBN 978-3-522-20213-8.
- Anna Apfelkuchen Hörbuch. audio media Verlag, München 2015, ISBN 978-3-86804-391-4.
- Käpt’n Pillow. Thienemann-Esslinger Verlag, 2015, ISBN 978-3-522-18379-6.
- Käpt’n Pillow Hörbuch. audio media Verlag, München 2015, ISBN 978-3-95639-001-2.
- Kalle Komet. Ellermann Verlag, Hamburg 2017, ISBN 978-3-7707-0013-4.
- Kalle Komet, Auf ins Drachenland! Ellermann Verlag, Hamburg 2017, ISBN 978-3-7707-0014-1.
- Kalle Komet, Die FußbALL-Meisterschaft. Ellermann Verlag, Hamburg 2018, ISBN 978-3-7707-0085-1.
- Luis Erbsenschreck. Kurzgeschichte. In: Claucia Müller (Hrsg.): Auf ins Abenteuer. Ellermann Verlag, Hamburg 2018, ISBN 978-3-7707-0026-4, S. 48–54.
- Shaiko. Härter Kinderbuchverlag, Reutlingen 2019, ISBN 978-3-942906-38-8.
- Der Zaubergarten. Kurzgeschichte. In: Ulrike Wörner, Victoria Agüera Oliver de Stahl, José F. A. Oliver (Hrsg.): querfeldein&quicklebendig. Verlag Schiler&Mücke, 2021, ISBN 978-3-89930-438-1, S. 36–39.

## Andere literarische Tätigkeiten
- Ehrenamtliches Jurymitglied des Schülerliteraturwettbewerbs der Akademie für Kommunikation in Stuttgart (Gemeinnützige Gesellschaft zur Förderung der Kommunikation mbH), seit 2014
- Arbeit als freie Texterin und Comicscripterin, u. a. für Blue Ocean Entertainment